# الموسوعة اليمنية
الموسوعة اليمنية هي عمل موسوعي ثقافي عام يسلط الضوء على جوانب هامة من تاريخ الثقافة اليمنية،يعود الفضل في البدء بإنجاز الموسوعة لوزير التربية والتعليم اليمني الراحل ورئيس مؤسسة العفيف الثقافية أحمد جابر عفيف، شارك في إنجاز الموسوعة ما يزيد عن مائة وتسعة وسبعين مشاركاً كل في مجال اختصاصه.
صدرت الطبعة الأولى من الموسوعة في العام 1992 في مجلدين اثنين عن مركز دراسات الوحدة العربية، تم تشكيل مجلس علمي وهيئة استشارية وهيئة تحرير للموسوعة، وقد نظمت في شباط/فبراير 1999 ندوة عن الموسوعة قدمت فيها جملة من أوراق ركزت على تقويم الطبعة الأولى سلباً وايجاباً، وعلى استشراف ما ستكون عليه الطبعة الثانية، إضافة إلى جمع كافة الآراء التي وردت عن المهتمين بالموسوعة، كما تم التواصل مع بعض القائمين على الموسوعة الكونية في فرنسا، وقد صدرت الطبعة الثانية من الموسوعة في العام 2003 في أربعة مجلدات بحلة جديدة في معظمها منهجا ومحتوى وشكلا. فمن حيث المنهج، تغيرت طريقة ترتيب المواد وتبويبها في الموسوعة بما يتلاءم مع ما يحتاجه القارئ من تسهيل لنيل وطره بأسرع السبل. ومن حيث المحتوى، تم تجديد الموسوعة باستبدال بعض مواد طبعتها السابقة وتعديل بعضها ودمج بعضها الآخر وفقا للاحتياج، هذا فضلا عن الاضافات الجديدة. اما من حيث الشكل فقد اضيفت إلى الموسوعة جملة من الخرائط والصور والاشكال اضفت عليها قيمة وثائقية وجمالية.
أعلنت مؤسسة العفيف الثقافية عن عزمها العمل على إنجاز طبعة ثالثة من الموسوعة في العام 2016  وهو الامر الذي تعثر بسبب الحرب التي تمر بها اليمن.

## وصلات خارجية
- موقع مركز دراسات الوحدة العربية
- موقع مؤسسة العفيف الثقافية
- الموسوعة اليمنية ..عمل ريادي ..موقع المؤتمر نت